# SpursEngine
SpursEngine — микропроцессор, разработанный компанией Toshiba, позиционируемый в первую очередь как медиа-ориентированный сопроцессор, спроектированный для обработки 3D-графики и видео в потребительской электронике, такой как, например, телевизионные приставки и компьютеры. Процессор SpursEngine также известен как Четырехъядерный HD процессор.
SpursEngine — потоковый процессор, основанный на четырёх Synergistic Processing Elements (SPE), использующихся в процессорах Cell, которые в свою очередь используются, например, в приставках Sony PlayStation 3. Эти обрабатывающие элементы обладают аппаратными кодеками H.264 и MPEG-2 и управляются независимым процессором, связь с которым осуществляется по шине PCIe (в отличие от процессора Cell, который обладал встроенным CPU (PPE выполнял схожую функцию).
Для обеспечения оптимального взаимодействия между источником и SpursEngine Toshiba встроила примитивное проприетарное 32-битное ядро управления. SpursEngine использует выделенную XDR DRAM память в качестве рабочей.
SpursEngine предназначены для работы на значительно меньших частотах, чем Cell, кроме того, Toshiba оптимизировала ещё и схемы цепей SPE для уменьшения размера на 30 %. В результате чип стал потреблять 10-20 Вт электроэнергии.
SpursEngine открыт для разработчиков через драйверы, в настоящее время разрабатываемых для операционных систем Windows и Linux.

## Реализация
В апреле 2008 Toshiba начала поставки образцов SpursEngine SE1000. SpursEngine обладает четырьмя SPU и функционирует на частоте 1.5 ГГц, достигая 48 Гфлопс, 12 Гфлопс на каждый SPU. Карта подключается к разъему 1x PCI Express и обладает 128 Мб XDR DRAM с пропускной способностью 12.8 Гб/с.
- Leadtek объявила о выпуске WinFast PxVC1100, видеоускорителя с интерфейсом PCIe на основе платформы SE1000.

Toshiba использовала процессоры SpursEngine в собственных ноутбуках серии Qosmio, моделях F50, G50 и G55, выпущенных в третьем квартале 2008, а также в G60, выпущенном в третьем квартале 2009. 

## Дополнительные источники
- Toshiba разработает процессор для обработки изображения высокой четкости
- Toshiba starts sample shipping of SpursEngine™ SE1000 high-performance stream processor — Toshiba.co.jp
- Toshiba начала отгрузку потоковых процессоров SpursEngine SE1000
- How Far has Cell DNA been Passed On? Interview with Toshiba SpursEngine Developer, Nikkei Business Publications
- New Toshiba SpursEngine based on CELL, I4U News
- Toshiba’s Demos SpursEngine-Equipped Qosmio, Uses Cell Broadband Engine Technology, Gizmodo.com
- Cell Users Group — SpursEngine
- Cell-based GPU zaps laptop batteries, admits Toshiba — The Register
- Видеокарты на базе GPU от Toshiba готовы к бою
- Дата релиза первой видеокарты на базе SpursEngine
- Toshiba начала поставки образцов SpursEngine SE1000 — ускорителя обработки видео на базе Cell / BE

Конечные решения на процессоре SpursEngine:
- Canopus Firecoder Blu
- Leadtek представила WinFast PxVC1100 — производительную карту для работы с графикой на процессоре Toshiba SpursEngine
- Leadtek WinFast PxVC1100 | Тест и обзор | THG.RU
- LeadTek начинает продажи внешнего HD-процессора на базе SpursEngine
- Leadtek устанавливает четыре чипа SpursEngine на одну плату